# 선천도
선천도(先天圖)는 북송의 유학자 소옹이 생각한 역괘의 생이상에 관한 학설에 의거하는 순서나 방위에 의해서 팔괘 및 육십사괘를 배치한 그림이다. 소옹은 이 그림의 원작자를 천지자연에 본떠 팔괘를 만들어 낸 복희로 해, 그것을 복원했다고 생각했다. 한편, 현행 「주역」에서의 점괘의 배열, 즉 종래의 역전에 의해서 나타난 순서나 방위에 의해서 점괘를 배열한 그림은 후천도(後天圖)로 불려 그 작자는 주의 서주 문왕으로 여겨진다.

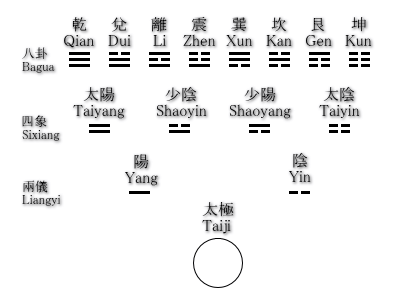

선천도에서의 점괘의 생성 과정은 태극으로부터 시작되는 우주 생성론을 나타낸다고 하여 주자학에서 중시되었다.

## 개요
역의 계사하전에 복희가 천지자연에 본떠 괘를 만들었다는 전설이 있어, 소옹은 복희가 「천지에 앞서는」 우주 만물의 생성에 의거해 만든 역괘의 생성 원리를 분명히 하려고 했다. 「황극경세서」관물외편에 「1 변해 2, 2 변해 4, 3 변해 팔괘 완성된다. 4 변해 10유6, 5 변해 30유2, 6 변해 육십사괘 갖춰진다」라고 있어, 하츠케에 도착해 말하면, 「1변해 2」란  건을 시작으로 해 상효의 햇빛을 그늘에 변화시키면  태가 할 수 있는 것을 말해, 「2변해 4」란 건·태중효를 변화시키는 것으로  이· 진이 할 수 있는 것을 말해, 「3변해 팔괘 완성된다」는 건·태·이·진의 첫효를 변화시키는 것으로  손· 감· 간· 곤이 할 수 있는 것을 말한다. 이것에 의해서 건일·태이·이삼·진사·손오·감육·간칠·곤팔이라는 순서가 이끌린다. 그것을 음이 극히 기다린 곤을 아이(북쪽, 아래)에, 양이 극히 기다린 건을 오(남쪽, 위)로 해 팔방에 배치하면, 설괘전에 말하는 「천지정위, 산택통기, 뇌풍상박, 수화불상사」와 부합하는 건과 곤, 간과 태, 진과 손, 감과 이가 대립되는 위치에 놓여지게 되어, 또 동북(우하)으로부터 진·이·태·건·손·감·간·곤의 순서에 음양이 소장하는 순으로 된다.

육십사괘에 대해서도 같은 원리로  건→ 쾌→ 대유· 대장→ 소축· 수· 대축· 태 … 의 순서로 순서와 방위가 도출된다. 이것을 오른쪽에서 왼쪽, 아래에서 위로 8행 8열에 배치한 편 그림과 고를 자(북쪽, 아래)에게, 건을 오(남쪽, 위)로 하고 링 모양에 배치한 원도가 그려졌다. 주진은 「한상역전」에서 원도의 내부에 방도를 포함한 것을 「복희팔괘도」(여기서 말하는 팔괘는 육십사괘를 통언하는 말)라는 이름으로 게재해, 소옹으로부터 왕예에 전해져 정쾌가 얻은 것이라고 설명했다. 후에 주희는 이것을 「복희 육십사괘 방위도」라고 개명하고 있다.
또 「1 분해 2가 되고, 2 분해 4가 되고, 4 분해 8이 되고, 8 분해 16이 되고, 16 분해 32가 되고, 32 분해 64가 된다. 고로 가라사대, 그늘을 나누어 햇빛을 나누어, 역은 6위로 하고 장을 이루고」라는 기술이 있어, 이것에 의거해 남송의 주희는 「1→2→4→8→16→32→64」라는 가일배법을 계말상전의 「태극→양의식→사형→팔괘」라고 묶고, 음양 2효의 축적에 의해서 2의 등비수열로 점괘가 생성되는 것을 나타내고 있다고 해석했다. 이것에 의해 양의식은 음효와 양효, 사형은 효를 두 개 거듭한  태양· 소음· 소양· 태음으로 했다. 그리고 스스로의 저서 「주역 본의」에 「복희 팔괘 차서도」 「복희 팔괘 방위도」 「복희 육십사괘 차서도」 「복희 육십사괘 방위도」라는 명칭으로 선천제도를 게재했다.
|        | 乾         | 夬         | 大有       | 大壮       | 小畜       | 需         | 大畜       | 泰         | 履         | 兌         | 睽         | 帰妹       | 中孚       | 節         | 損         | 臨         | 同人       | 革         | 離         | 豊         | 家人       | 既済       | 賁         | 明夷       | 无妄       | 随         | 噬嗑       | 震         | 益         | 屯         | 頤         | 復         | 姤         | 大過       | 鼎         | 恒         | 巽         | 井         | 蠱         | 升         | 訟         | 困         | 未済       | 解         | 渙         | 坎         | 蒙         | 師         | 遯         | 咸         | 旅         | 小過       | 漸         | 蹇         | 艮         | 謙         | 否         | 萃         | 晋         | 豫         | 観         | 比         | 剥         | 坤         |
| 육십사 |            |            |            |            |            |            |            |            |            |            |            |            |            |            |            |            |            |            |            |            |            |            |            |            |            |            |            |            |            |            |            |            |            |            |            |            |            |            |            |            |            |            |            |            |            |            |            |            |            |            |            |            |            |            |            |            |            |            |            |            |            |            |            |            |
| 삼십이 |            |            |            |            |            |            |            |            |            |            |            |            |            |            |            |            |            |            |            |            |            |            |            |            |            |            |            |            |            |            |            |            |            |            |            |            |            |            |            |            |            |            |            |            |            |            |            |            |            |            |            |            |            |            |            |            |            |            |            |            |            |            |            |            |
| 십육   |            |            |            |            |            |            |            |            |            |            |            |            |            |            |            |            |            |            |            |            |            |            |            |            |            |            |            |            |            |            |            |            |            |            |            |            |            |            |            |            |            |            |            |            |            |            |            |            |            |            |            |            |            |            |            |            |            |            |            |            |            |            |            |            |
| 팔괘   | 건(乾)     | 건(乾)     | 건(乾)     | 건(乾)     | 건(乾)     | 건(乾)     | 건(乾)     | 건(乾)     | 태(兌)     | 태(兌)     | 태(兌)     | 태(兌)     | 태(兌)     | 태(兌)     | 태(兌)     | 태(兌)     | 이(離)     | 이(離)     | 이(離)     | 이(離)     | 이(離)     | 이(離)     | 이(離)     | 이(離)     | 진(震)     | 진(震)     | 진(震)     | 진(震)     | 진(震)     | 진(震)     | 진(震)     | 진(震)     | 손(巽)     | 손(巽)     | 손(巽)     | 손(巽)     | 손(巽)     | 손(巽)     | 손(巽)     | 손(巽)     | 감(坎)     | 감(坎)     | 감(坎)     | 감(坎)     | 감(坎)     | 감(坎)     | 감(坎)     | 감(坎)     | 간(艮)     | 간(艮)     | 간(艮)     | 간(艮)     | 간(艮)     | 간(艮)     | 간(艮)     | 간(艮)     | 곤(坤)     | 곤(坤)     | 곤(坤)     | 곤(坤)     | 곤(坤)     | 곤(坤)     | 곤(坤)     | 곤(坤)     |
| 사형   | 태양(太陽) | 태양(太陽) | 태양(太陽) | 태양(太陽) | 태양(太陽) | 태양(太陽) | 태양(太陽) | 태양(太陽) | 태양(太陽) | 태양(太陽) | 태양(太陽) | 태양(太陽) | 태양(太陽) | 태양(太陽) | 태양(太陽) | 태양(太陽) | 소음(少陰) | 소음(少陰) | 소음(少陰) | 소음(少陰) | 소음(少陰) | 소음(少陰) | 소음(少陰) | 소음(少陰) | 소음(少陰) | 소음(少陰) | 소음(少陰) | 소음(少陰) | 소음(少陰) | 소음(少陰) | 소음(少陰) | 소음(少陰) | 소양(少陽) | 소양(少陽) | 소양(少陽) | 소양(少陽) | 소양(少陽) | 소양(少陽) | 소양(少陽) | 소양(少陽) | 소양(少陽) | 소양(少陽) | 소양(少陽) | 소양(少陽) | 소양(少陽) | 소양(少陽) | 소양(少陽) | 소양(少陽) | 태음(太陰) | 태음(太陰) | 태음(太陰) | 태음(太陰) | 태음(太陰) | 태음(太陰) | 태음(太陰) | 태음(太陰) | 태음(太陰) | 태음(太陰) | 태음(太陰) | 태음(太陰) | 태음(太陰) | 태음(太陰) | 태음(太陰) | 태음(太陰) |
| 양의   | 양(陽)     | 양(陽)     | 양(陽)     | 양(陽)     | 양(陽)     | 양(陽)     | 양(陽)     | 양(陽)     | 양(陽)     | 양(陽)     | 양(陽)     | 양(陽)     | 양(陽)     | 양(陽)     | 양(陽)     | 양(陽)     | 양(陽)     | 양(陽)     | 양(陽)     | 양(陽)     | 양(陽)     | 양(陽)     | 양(陽)     | 양(陽)     | 양(陽)     | 양(陽)     | 양(陽)     | 양(陽)     | 양(陽)     | 양(陽)     | 양(陽)     | 양(陽)     | 음(陰)     | 음(陰)     | 음(陰)     | 음(陰)     | 음(陰)     | 음(陰)     | 음(陰)     | 음(陰)     | 음(陰)     | 음(陰)     | 음(陰)     | 음(陰)     | 음(陰)     | 음(陰)     | 음(陰)     | 음(陰)     | 음(陰)     | 음(陰)     | 음(陰)     | 음(陰)     | 음(陰)     | 음(陰)     | 음(陰)     | 음(陰)     | 음(陰)     | 음(陰)     | 음(陰)     | 음(陰)     | 음(陰)     | 음(陰)     | 음(陰)     | 음(陰)     |
|        | 태극(太極) |            |            |            |            |            |            |            |            |            |            |            |            |            |            |            |            |            |            |            |            |            |            |            |            |            |            |            |            |            |            |            |            |            |            |            |            |            |            |            |            |            |            |            |            |            |            |            |            |            |            |            |            |            |            |            |            |            |            |            |            |            |            |            |

## 라이프니츠와 선천도
1703년, 독일의 수학자 라이프니츠는 예수회 선교사 브베로부터 주희의 「복희 육십사괘 방위도」를 보내져 그 다음 순서 안에 스스로가 짜내고 있던 이진법의 계산방법이 있다고 하여, 음효 ¦를 0, 양효 |를 1로 해석해, 방도의 좌상단의 곤 ¦¦¦¦¦¦(000000)를 0으로서 오른쪽에 박 ¦¦¦¦¦|(000001)를 1, 비 ¦¦¦¦|¦(000010)를 2, 관 ¦¦¦¦||(000011)를 3, 예 ¦¦¦|¦¦(000100)를 4… 로 번호를 털어서 우하단의 건 |||||| (111111)을 63으로 규정했다.

## 청대에서의 선천도 비판
청대가 되어 고증학이 융성하면, 선천도와 같은 도상에 의거하는 송역은 부정되게 되었다. 황종희는 「역학코끼리 정수론」에 대해 주희가 선천도에 의거해 계말상전의 「태극- 양의식-사형-팔괘」를 1효씩을 2진 법적으로 겹쳐 쌓은 것이라고 해석해 「태극(1)→양의식(2)→사형(4)→팔괘(8)→16→32→육십사괘(64)」라는 것을 비판해, 음양 2효를 2화 조합한 것을 사형으로 하는 등 경문에 근거가 없는 것을 분명히 해, 또 소옹도 태극- 양의식-사형-팔괘로 묶지 않은 것을 말했다. 한편, 호위는 「역도명변」에서 남송 첫주진 「한상역전」에 「진단은 「「선천도」로 충방에게 전해 방은 목수에게 전해 목수는 이지세에게 전해 지세는 소옹에게 탄다」라고 있는 것을 받아 선천 도화 유교에 유래하지 않고 도교의 도사진단에서 전해진 것이라고 비판했다. 또한 호위는 「고태극도」라고 불린 그림모양이 진단이 전한 선천도라 하고 있다.

## 같이 보기
- 주역
- 팔괘
- 육십사괘
- 하도낙서
- 태극도
- 마방진